# E574
La ruta europea E574 és una carretera que forma part de la Xarxa de carreteres europees. Comença a Bacău (Romania) i finalitza a Craiova (Romania). Té una longitud aproximada de 450 km. Té una orientació d'est a oest.